# Poutní dny

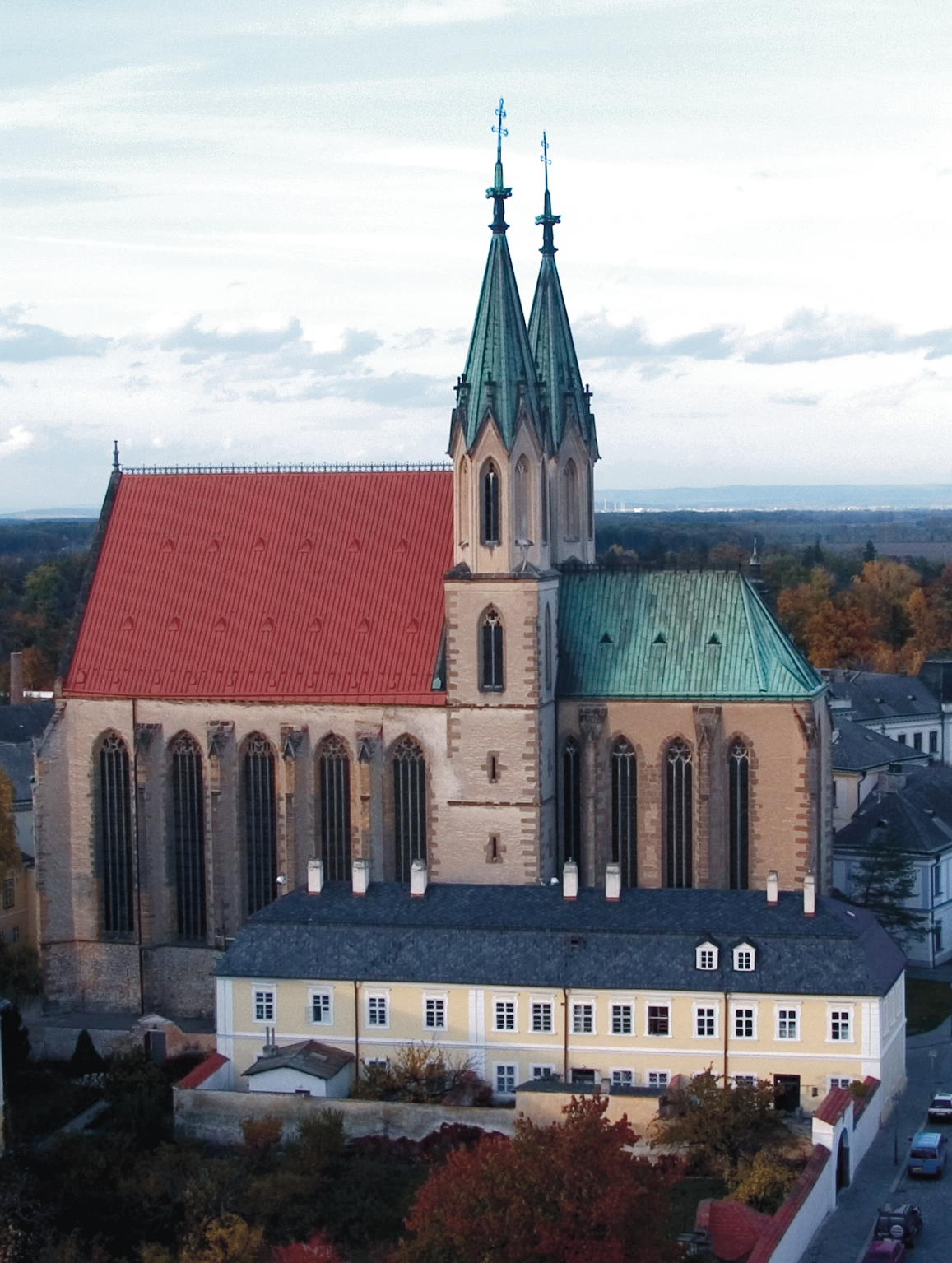
Kostel svatého Mořice

Poutní dny v Kroměříži jsou celostátní setkání konané každoročně při příležitosti pouti do kaple Panny Marie Sedmibolestné v kroměřížském kostele sv. Mořice na Bolestný pátek. Jeho významnou součástí je miniveletrh poutních míst.

## Historie
Tradice poutí ke sv. Mořici do Kroměříže na Bolestný pátek je doložena již k roku 1887, kdy sem chodívali poutníci až z Prostějova, Polešovic, Vracova, Napajedel, Holešova a Bystřice pod Hostýnem.
Akce Poutní dny se v Kroměříži koná od roku 2011, zpravidla o víkendu před Velikonocemi (tj. o Bolestném pátku a v následující sobotu a neděli).